# Ментално здравље у образовању
Ментално здравље у образовању је утицај који душевно здравље (укључујући емоционално, психолошко и социјално благостање) има на образовне резултате. Ментално здравље се често сматра проблемом одраслих, али у ствари, скоро половина адолесцената у Сједињеним Америчким Државама се суочава са менталним проблемима, а око 20% њих је категорисано као „тешко“. Питања менталног здравља могу представљати велики проблем за ученике у смислу академског и друштвеног успеха у школи. Образовни системи широм света различито третирају ову тему, како директно кроз званичне политике, тако и индиректно кроз културолошке погледе на ментално здравље и добробит. Ови наставни планови и програми су успостављени да ефикасно идентификују поремећаје менталног здравља и лече их употребом терапије, лекова или других средстава за ублажавање.

## Преваленца проблема менталног здравља код адолесцената
Према Националном институту за ментално здравље, отприлике 46% америчких адолесцената старости од 13 до 18 година ће патити од неког облика менталног поремећаја. but almost two-thirds of these adolescents will not receive formal mental health support. Око 21% ће патити од поремећаја који је категорисан као „озбиљан“, што значи да поремећај нарушава њихово свакодневно функционисање, али скоро две трећине ових адолесцената неће добити формалну подршку за очување менталног здравља. Најчешћи типови поремећаја међу адолесцентима, према извештајима НИМХ-а, су анксиозни поремећаји (укључујући генерализовани анксиозни поремећај, фобије, посттрауматски стресни поремећај, опсесивно-компулзивни поремећај и друге), са животном преваленцом од око 25% међу младима између 13–18 година старости и 6% тих случајева је категоризовано као тешки. Следећи су поремећаји расположења (велики депресивни поремећај, дистимични поремећај и/или биполарни поремећај), са превалентношћу током живота од 14% и 4,7% за тешке случајеве код адолесцената. Једнако чест поремећај је поремећај хиперактивности и дефицита пажње (АДХД), који је категорисан као поремећај у детињству, али се често преноси у адолесценцију и одрасло доба. Преваленца АДХД-а код америчких адолесцената је 9%, а 1,8% за тешке случајеве.
Ефекат ове високе преваленце је висока стопа самоубистава међу адолесцентима. У студији из 2021. коју је спровео НИМХ, проблеми менталног здравља су идентификовани у трећини (31,4%) испитаних самоубилачких смрти, а најчешће дијагнозе су поремећај пажње/хиперактивности (АДХД) или депресија. Самоубиство је било други водећи узрок смрти међу особама старости 10–29 година у Сједињеним Државама током 2011–2019. године. Више тинејџера и младих људи умире од самоубиства него од рака, срчаних болести, сиде, урођених мана, можданог удара, упале плућа, грипа и хроничне болести плућа заједно. У просеку постоји преко 3.470 покушаја самоубистава код ученика од 9. до 12. разреда.
Како преноси АПА, последњих година расте проценат студената који иду на саветовање о менталном здрављу на факултетима, који пријављују анксиозност као најчешћи фактор, депресију као други, стрес као трећи, породичне проблеме као четврти и академске перформансе и проблеме у односима као пети и шести по реду.

## Уобичајени ефекти поремећаја на академске и школски живот
Ментални поремећаји могу утицати на учење у школи, као што су слабо похађање наставе, потешкоће са академским успехом, лоша друштвена интеграција, проблеми са прилагођавањем на школу, проблеми са регулацијом понашања и проблеми са пажњом и концентрацијом, што је све кључно за успех ученика. Средњошколци који су позитивни на психосоцијалну дисфункцију пријављују три пута више дана одсуства и кашњења од ученика који не идентификују дисфункцију. То доводи до много већих стопа напуштања и нижег укупног академског постигнућа. У Сједињеним Државама само 40% ученика са емоционалним поремећајима, поремећајима у понашању и менталном здрављу завршава средњу школу, у поређењу са националним просеком од 76 процената. Неки од ових поремећаја такође могу да доведу до тога да студенти дају предност својим академским обавезама у односу на сопствено здравље, што ће заузврат само још више погоршати њихово здравље (Бересин и други. 2017). 

### Анксиозност
Студенти са анксиозним поремећајима статистички имају мање шансе да похађају универзитет од оних без њих, а они са социјалним фобијама имају двоструко веће шансе да падну разред или да не заврше средњу школу од ученика који никада нису имали то стање. Анксиозне поремећаје је обично теже препознати од поремећаја понашања као што је АДХД јер су симптоми интернализовани. Анксиозност се може манифестовати као стални страхови и бриге око рутинских делова свакодневног живота, избегавање активности, школских или друштвених интеракција и може ометати способност фокусирања и учења.
Поред тога, анксиозни поремећаји могу спречити ученике да траже или формирају друштвене везе, што негативно утиче на осећај припадности ученика и заузврат утиче на њихово школско искуство и академски успех. Ученици могу патити од социјалне анксиозности, што их спречава да излазе и стварају нове односе са новим људима или било какву друштвену интеракцију на коју би могли наићи.
Постоји специфично понашање које често испољавају људи са анксиозношћу. Људи са анксиозношћу доживљавају честе бриге и страхове у вези са свакодневним ситуацијама. Анксиозност се такође може идентификовати као изненадни осећај интензивног страха или терора који може достићи врхунац за неколико минута. Ови симптоми анксиозности се обично развијају током детињства или тинејџерских година и могу се наставити у одраслом добу. Неки примери симптома укључују: осећај нервозе, немира или напетости, осећај страха од опасности, панике или пропасти, убрзан рад срца, убрзано дисање, знојење, дрхтање, осећај слабости или умора, проблеме са концентрацијом или размишљањем о било чему другом него садашња брига, проблеми са спавањем, гастроинтестинални проблеми, потешкоће у контроли бриге или жеља да се избегну ствари које изазивају анксиозност. Такође, постоји неколико различитих типова анксиозних поремећаја који су агорафобија, анксиозни поремећај због здравственог стања, генерализовани анксиозни поремећај, панични поремећај, сепарациони анксиозни поремећај, социјални анксиозни поремећај, специфичне фобије, анксиозни поремећај изазван супстанцама итд.

### Депресија
Депресија може да изазове проблеме код ученика на часу, почев од тешкоћа у раду, па чак и до самог похађања наставе. Током 2020. године, отприлике 13% младих узраста од 12 до 17 година имало је једну велику депресивну епизоду (МДЕ) у протеклој години, при чему је огромних 70% остало нелечено. Према Националном центру за прегледе менталног здравља на Универзитету Колумбија, „Високи резултати депресије повезани су са ниским академским постигнућем, високом школском анксиозношћу, повећаним прекидом школовања и смањеном способношћу или жељом ученика да заврше домаће задатке, концентришу се и похађају часове.“ Симптоми депресије могу отежати ученицима да континуирано прате наставу или чак пронађу енергију да присуствују цео школски дан.
Депресија се може дефинисати као медицинска болест која негативно утиче на то како се појединац осећа, размишља и понаша. Добра страна је што је депресија излечива. Депресија је осећај туге или губитак интересовања за активности које су некада биле пријатне. То касније може довести до разних емоционалних и физичких проблема. Такође, ово може смањити способност функционисања изнутра и споља. Неки примери симптома депресије су осећај туге, губитак интересовања, промене у апетиту, проблеми са спавањем, губитак енергије, осећај безвредности, тешкоће у размишљању, концентрацији или доношењу одлука и мисли о смрти или самоубиству. Ови симптоми обично морају да трају бар две недеље и да представљају промену у функционисању да би се поставила дијагноза депресије.

### Смањење пажње услед хиперактивности
Поремећаји пажње су главни узроци смањеног академског постигнућа. Ученици са АДХД-ом обично имају проблема да савладају понашања и праксе које од њих захтева јавни образовни систем, као што је способност да мирно седе или да се фокусирају на један задатак током дужег временског периода. АДХД може значити да ученици имају проблема са концентрацијом, филтрирањем ометајућих спољашњих стимуланса и сагледавањем великих задатака до краја. Ови ученици такође могу да се боре са организацијом и управљањем времена.
АДХД је скраћеница за поремећај пажње/хиперактивност. Ово се сматра једним од најчешћих менталних поремећаја код деце, али погађа и многе одрасле. Неки примери симптома су необраћање пажње на детаље и непажљиве грешке, проблеми фокусом на активности, немогућност активног слушања, проблеми у организовању, избегавање задатака и заборављање свакодневних задатака.

## Други уобичајени изазови код адолесцената

### Алкохолизам
Више од 90 процената свих алкохолних пића које конзумирају млади људи резултира прекомерним опијањем, што може довести до алкохолизма. Алкохолизам може утицати на ментално здравље појединца чинећи га зависником, стављајући пиће испред сопственог академског развоја. Особе које конзумирају алкохол пре четрнаесте године чешће пију, а да касније не размишљају о последицама. Ученици који пију алкохол такође могу доживети последице као што су већи ризик од самоубиства, проблеми са памћењем и злоупотреба других супстанци. Истраживање из 2017. године показало је да је 30% средњошколаца конзумирало алкохол, а 14% средњошколаца се опијало.

### Самоубиство
Према Калифорнијском одељењу за јавно здравље, у 2019. години било је 2.210 самоубистава у САД  у старосној доби од 15 до 19 година и укупно 6.500 самоубистава од 5 до 25 година. Нека истраживања процењују да у популацији од 15-24 година постоји отприлике 100-200 покушаја самоубиства за свако извршено самоубиство. Самоубиство адолесцената може бити производ мрежних позиција које карактерише или релативна изолација или структурална неравнотежа, а све већи број истраживања повезује друштвену изолацију са самоубиством. Ови периоди неуспеха и фрустрације снижавају самопоимање појединца до тачке у којој они имају мало осећаја сопствене вредности. У ствари, студенти који перципирају свој академски учинак као „неуспешан“ имају три пута већу вероватноћу да ће покушати самоубиство од оних који сматрају да је њихов успех прихватљив. Међутим, академски неуспех у школи није једини узрок самоубистава у школама. Малтретирање, социјална изолација и проблеми код куће су разлози због којих ученици најчешће изврше самоубиство.

## Ублажавање и подстицање прилагођавања

### Превенција
Школе морају да схвате да оне нису само институција, већ да имају за циљ да помогну у обликовању живота ученика и омогуће им да смислено учествују у друштвеном аспекту овог окружења. Психолошки, ово може засенити академски аспект, али се често мало обраћа пажња. Атлетика, односи између факултета и студената, клубови и друге друштвене активности су важни тако да ниједан студент не остане у „друштвеном лимбу из године у годину“. Притисци школе, ваннаставних активности, посла и односа са пријатељима и породицом могу бити превелики да би појединац имао контролу над њима. Да би се спречило да се ова неодољива осећања претворе у проблем менталног здравља, неопходно је предузети мере за спречавање ескалације ових емоција. Школски програми који помажу ученицима у емоционалној регулацији, управљању стресом, решавању сукоба и активном суочавању и когнитивном реструктурирању су неколико предложених начина који ученицима дају ресурсе који могу да унапреде њихово ментално здравље (Комисија за ментално здравље, 2012). Наставници треба да посвете исто толико пажње добробити својих ученика као и академском аспекту како би осигурали да њихови ученици буду спремни за успех у будућности.
Ако су наставници свесни да имају ученика који се бори са својим менталним здрављем, они могу помоћи да тој особи помогну да добије неопходну помоћ. Према истраживању, студенти који добију социјално-емоционалну помоћ имаће веће шансе за више академских постигнућа. Пошто већина деце проводи велики део дана у школи, око 6 сати, школе су идеално место да ученици добију услуге које су им потребне. Када се ментално здравље не негује, то може изазвати проблеме са ометањем рада других колега студената и наставника. Ово одузима могућност свим студентима да добију потпуну прилику да стекну образовање које заслужују.
Према чланку из 2019. о школским социјалним радницима, поље социјалних радника у школама наставља да расте. Године 1996. у школама је било само око 9.000 социјалних радника. Ово се повећало на између 20.000 и 22.000 социјалних радника. Према Министарству рада Сједињених Држава, Бироу за статистику рада, процењује се да ће ова област наставити да расте од 2016. до 2026. године због повећања услуга менталног здравља, које су тражене у школама.

### Припадање
Припадност школском окружењу може бити најважнији и најзначајнији фактор који утиче на напредак ученика у академском окружењу. Показало се да одсуство друштвеног прихватања доводи до смањеног интересовања и ангажовања јер ученици имају потешкоћа да одрже ангажовање у срединама у којима се не осећају цењено и добродошло. Осећај припадности ствара тампон између ученика и депресивних симптома и смањује осећај анксиозности у школи. Друге компоненте неприпадања такође могу утицати на осећај вредности ученика, што укључује недостатак разноликости по расној, етничкој или другој основи.
Проблем са којим се наше друштво суочава данас је малтретирање које се може десити у школи или чак на часу. Малтретирање може да изазове проблеме за ученике као што су зависност од супстанци, физичко повређивање и пад академског учинка. Према НАСП-у, велики проценат, око 70%-80%, људи је искусио малтретирање у својим школским годинама у којима је ученик могао бити насилник, жртва или чак посматрач. Да би запослени у школама разумели како да уоче као проблем и шта да ураде да га реше, НАСП се залаже за усмеравање директора како да решавају ове проблеме, као и за пружање информација о доступним програмима.